# میک کونلی سینیور
میک کونلی سینیور (انگلیسی: Mike Conley Sr.؛ زادهٔ ۵ اکتبر ۱۹۶۲) ورزشکار پرش سه‌گام اهل ایالات متحده آمریکا است.
وی در مسابقات کشوری و بین‌المللی در مجموع برندهٔ ۶ مدال طلا، ۴ مدال نقره، ۲ مدال برنز شده‌است.